# Altobankesia
Altobankesia é um gênero de mariposa pertencente à família Acrolophidae.